# The Thing Which Solomon Overlooked Extra
The Thing Which Solomon Overlooked Extra è un album in studio del gruppo musicale giapponese Boris, pubblicato nel 2014.

## Tracce
1. 一秒の長さ - Length of Eternity – 5:01
2. ケモノピーク - Kemono Peak – 4:11
3. Howl Part 1 – 5:28
4. 宴 - Unritual – 5:27
5. Quadruplex – 6:31
6. ディスチャージ - Grave New World – 5:34
7. Howl Part 2 – 7:26

## Formazione

### Gruppo
- Takeshi – voce, basso, chitarra
- Wata – chitarra, voce
- Atsuo – batteria, voce